# 苏家营镇
苏家营乡，是中华人民共和国河北省邢台市巨鹿县下辖的一个乡镇级行政单位。

## 行政区划
苏家营乡下辖以下地区：
苏家营一村、苏家营二村、苏家营三村、西旧城村、东旧城一村、东旧城二村、东旧城三村、东旧城四村、东旧城五村、齐石鹿村、苏石鹿村、岳石鹿村、左石鹿村、北张庄村、北郭庄村、团城村、南孟村、大陆村、吉陈庄村、楼张镇村、孙家屯村、神堂坡村、北仁庄村、西孟村、里神仙村、贾家街村、外神仙村、前无尘村和后无尘村。